# Anaphosia mirabilis
Anaphosia mirabilis är en fjärilsart som beskrevs av Max Bartel 1903. Anaphosia mirabilis ingår i släktet Anaphosia och familjen björnspinnare. Inga underarter finns listade i Catalogue of Life.